# Jorden runt på 80 dagar (film, 1956)
Jorden runt på 80 dagar (engelska: Around the World in 80 Days) är en amerikansk film som hade biopremiär i USA den 17 oktober 1956 i regi av Michael Anderson och produktion av Michael Todd, baserad på romanen med samma namn från 1873 av Jules Verne. David Niven spelar huvudrollen som den engelske aristokraten Phileas Fogg och Cantinflas spelar hans betjänt Jean Passepartout. Shirley MacLaine spelar den indiska prinsessan Aouda. I en cameoroll skymtar även Frank Sinatra förbi som pianist.

## Handling
Phileas Fogg går dagligen till Reformklubben och en dag uppstår en diskussion om hur lång tid det tar att åka jorden runt. Fogg vadslår med övriga klubbmedlemmar, packar sin väska, ställer klockan och lovar vara tillbaka inom 80 dagar. Fogg och hans nye betjänt Jean Passepartout lämnar London. I Paris möts de av beskedet att tågen inte kan komma fram på grund av en lavin, varför Fogg köper en luftballong. Sedan används en mängd olika färdmedel för att ta sig runt jorden och man besöker bland annat Bombay och Yokohama. I indiska djungeln räddas prinsessan Aouda från att bli bränd på bål. För att ta sig över Atlanten eldas i princip ett helt fartyg upp.

## Om filmen
Filmen hade Sverigepremiär den 24 januari 1958 på biografen Nya Ritz i Stockholm.
Originalmusiken är komponerad av Victor Young.
Filmen belönades med fem Oscars för bästa film, bästa manus efter förlaga, bästa filmmusik, bästa foto – färg och bästa klippning och nominerades även för bästa regi, bästa scenografi – färg och bästa kostym – färg.

## Rollista
- David Niven – Phileas Fogg
- Cantinflas – Jean Passepartout
- Robert Newton – inspektör Fix
- Shirley MacLaine – prinsessan Aouda

### Cameorolleri urval
- Noël Coward - Roland Hesketh-Baggott
- Sir John Gielgud - Foster
- Trevor Howard - Denis Fallentin
- Charles Boyer - Monsieur Gasse
- Evelyn Keyes - Parisflirt
- Cesar Romero - Abdullahs medhjälpare
- Alan Mowbray -  den brittiska konsuln i Suez
- Sir Cedric Hardwicke - Sir Francis Cromarty
- Ronald Colman - tjänsteman på Great Indian Peninsular-järnvägen
- Charles Coburn - ångfartygskonsulent Hongkong
- Peter Lorre - steward på SS Carnatic
- George Raft - utkastare på Barbary Coast Saloon
- Red Skelton - fyllo på saloonen
- Marlene Dietrich - värdinna på saloonen
- John Carradine - Col. Stamp Proctor of San Francisco
- Frank Sinatra - pianist på saloonen
- Buster Keaton - tågkonduktör (San Francisco till Fort Kearney)
- Joe E. Brown - stinsen på Fort Kearney
- John Mills - vagnsförare i London